# 南魚沼市民病院
南魚沼市民病院（みなみうおぬましみんびょういん、英: Minamiuonuma Municipal Hospital）は、新潟県南魚沼市の市民病院。2015年開業。

## 休診日
- 土曜日（午後）、日曜日、祝日、毎月第3月曜日、創立記念日（11月1日）
- 年末年始（12月29日 - 1月3日）※診療科によって休診あり。

## 病院理念
- 地域住民の「生きる」を支え続ける

## 基本方針
- 地域医療の役割の中で、急性期から在宅まで地域住民によりそい続けます。
- 職員の育成に努め、質の高い医療を提供し続けます。
- 経営の質を高め、医療提供体制を守り続けます。
- 職員が一丸となって、地域の安全・安心を支え続けます。

## 診療科
- 内科
- 精神科
- 脳神経内科
- 循環器内科
- 消化器外科
- 腎臓内科
- 消化器内科
- 外科
- 整形外科
- 心臓血管外科
- 小児科
- 婦人科
- 眼科
- 皮膚科
- 肛門外科
- 泌尿器科
- 耳鼻咽喉科
- 歯科
- 小児歯科
- リハビリテーション科
- 呼吸器内科
- ペインクリニック内科
- 放射線科
- 歯科口腔外科
- リウマチ科
- 麻酔科

## 部門
- 看護部
- 地域医療連携室
- 薬剤科
- 臨床検査科
- 診療放射線科
- リハビリテーションセンター
- 認知症疾患医療センター
- 栄養科
- 医療安全管理室
- 地域医療
- 透析室